# Oleg Dolmatov
Oleg Vasil'evič Dolmatov (in russo Олег Васильевич Долматов?; Čeljabinsk-40, 29 novembre 1948) è un allenatore di calcio ed ex calciatore sovietico, dal 1992 russo, di ruolo centrocampista.

## Palmarès

### Giocatore

#### Competizioni nazionali
- Campionato sovietico: 1

Dinamo Mosca: 1976
- Coppa dell'Unione Sovietica: 1

Dinamo Mosca: 1977
- Supercoppa dell'URSS: 1

Dinamo Mosca: 1977